# Elektrárna Battersea
Elektrárna Battersea (Battersea Power Station) je vyřazená uhelná elektrárna nacházející se na jižním břehu řeky Temže v Nine Elms v Battersea v jihozápadním Londýně. Byla postavena společností London Power Company (LPC) a CS Allott & Son Engineers podle projektu hlavního inženýra LPC Leonarda Pearce. Architekty byli J. Theo Halliday a Giles Gilbert Scott. Je to jedna z největších cihlových budov na světě a je pozoruhodná svým originálním interiérovým vybavením a výzdobou ve stylu art deco. Budovu tvoří dvě propojené elektrárny postavené ve dvou etapách. Elektrárna Battersea A byla postavena ve třicátých letech 20. století a elektrárna Battersea B na východ od ní v padesátých letech 20. století.
Elektrárna byla vyřazena z provozu v letech 1975–1983 . V roce 1980 byla prohlášena za památkově chráněnou budovu II. stupně. V roce 2007 byl památkový stupeň ochrany zvýšen na II*. Budova zůstala prázdná až do roku 2014 a během této doby téměř zchátrala. Existovaly různé plány na využití budovy, ale žádný nebyl úspěšný.
V roce 2012 koupilo elektrárnu konsorcium malajských investorů. Následoval ambiciózní plán na přestavbu s cílem vytvořit multifunkční prostor, v němž mělo vzniknout 254 bytových jednotek, bary, restaurace, kancelářské prostory, obchody a zábavní prostory. Přestavba byla dokončena o deset let později. Hlavní budova elektrárny byla zrekonstruována a pro veřejnost se otevřela v říjnu 2022. Od roku 2023 vlastní budovu a celý areál o rozloze 42 akrů (17 ha) konsorcium malajských investorů.
Elektrárna Battersea je mimořádně zajímavá z architektonického hlediska jako monumentální příklad meziválečné budovy pro veřejné služby, kterou navrhl přední architekt své doby. Interiér si zachoval významné prvky, ale prošel značnou přestavbou, včetně odstranění veškerého strojního zařízení. Modernizace objektu zohledňuje architektonický a historický význam budovy. Elektrárna je symbolem úspěšné transformace průmyslového dědictví na moderní centrum městského života a je jedním z úspěšných rekonstrukčních projektů v Evropě.

## Historie

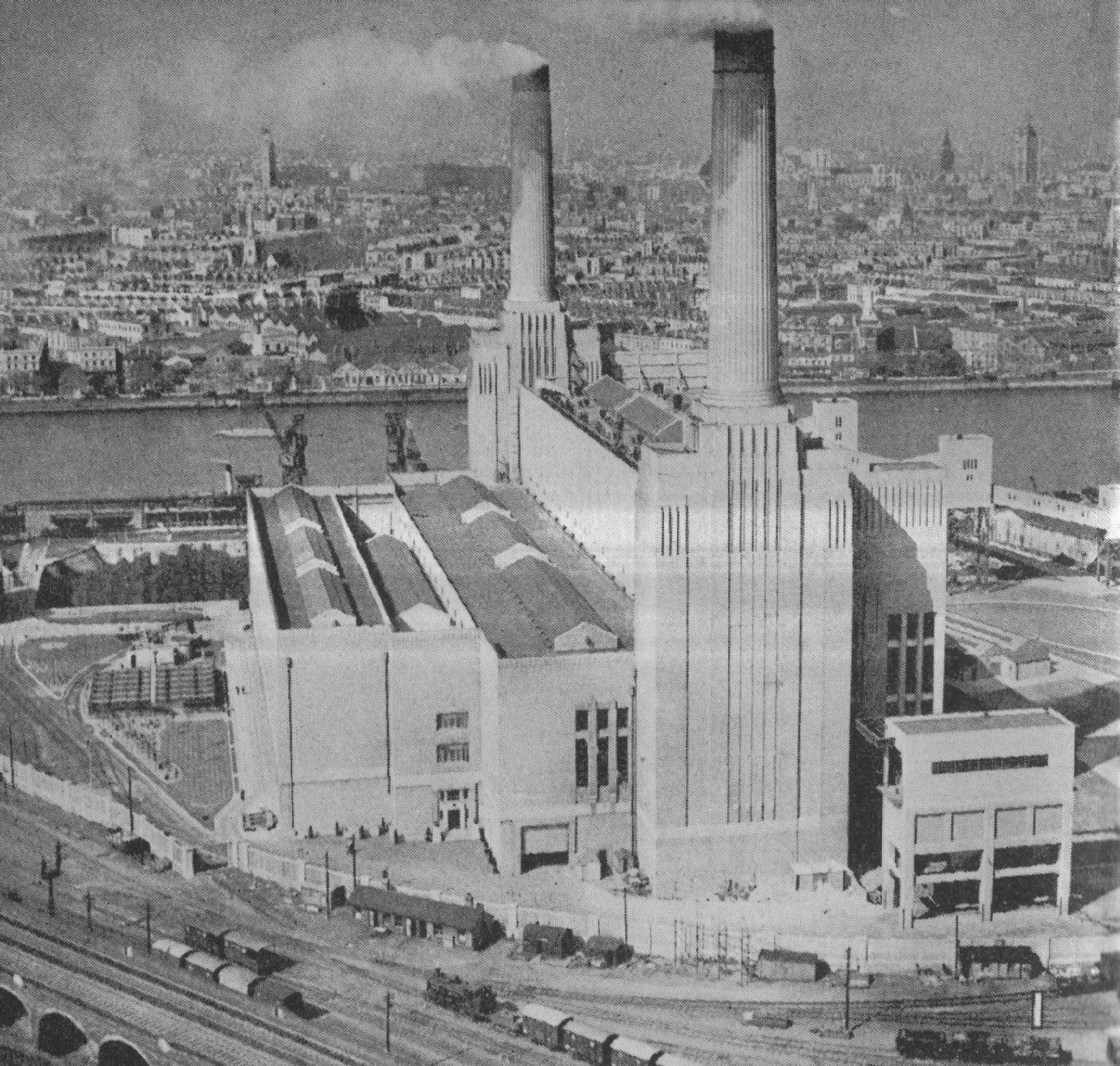
Elektrárna Battersea byla postavena ve dvou fázích. Zde je podoba v roce 1934 v první fází provozu

Až do konce třicátých let 20. století byla elektřina produkována malými společnostmi, které stavěly elektrárny pro jedno průmyslové odvětví nebo jen pro malou skupinu továren a přebytky elektřiny prodávaly veřejnosti. Společnosti používaly velmi rozdílné standardy napětí a frekvence a tak nebylo možno prosadit standardizaci. Britský parlament rozhodl o vybudování jednotné sítě elektráren vlastněných státem. Toto rozhodnutí vyvolalo velké protesty a tak trvalo dalších 30 let než byla energetická síť začleněna pod správu státu. Mezitím několik elektrárenských společností založilo roku 1925 Londýnskou energetickou společnost (London Power Company). Toto sdružení chtělo přihlédnout k doporučení parlamentu a vybudovat menší množství mohutných elektráren a prodávat elektřinu libovolným zájemcům.
První takovou elektrárnou byla elektrárna pro oblast Battersea na jižním břehu řeky Temže v Nine Elms v Battersea, městské části jihozápadního Londýna. V roce 1927 byla navržena dvoufázová výstavba elektrárny, která měla po dokončení vyrábět 400 megawattů (MW) elektřiny. Byla vybrána parcela o rozloze 15 akrů (61 000 m²), na níž se nacházely nádrže bývalé vodárenské společnosti Southwark and Vauxhall Waterworks Company. Místo bylo vybráno kvůli blízkosti řeky Temže, která měla sloužíit k dodávkám chladicí vody a uhlí, a také proto, že se nacházelo v centru Londýna, bezprostřední zásobovací oblasti elektrárny.
Návrh vyvolal protesty těch, kteří se domnívali, že by budova byla příliš velká a budila by pozornost, a také obavy, že znečištění poškodí místní budovy, parky a dokonce i obrazy v nedaleké galerii Tate. Problém se znečištěním byl vyřešen udělením povolení k výstavbě elektrárny pod podmínkou, že její emise budou upravovány, aby byly „čisté a bez kouře“.
Elektrárna se stavěla ve dvou etapách, Battersea A v letech 1929 až 1935 a Battersea B se stavěla po druhé světové válce a dokončena byla v roce 1955. Battersea B byla postavena podle téměř identického návrhu jako Battersea A, čímž vznikla ikonická stavba se čtyřmi komíny. Výstavba druhé elektrárny zvýšila celkovou výrobní kapacitu na 509 MW a  stala se tak v té době třetím největším výrobcem elektřiny ve Velké Británii, které zajišťovalo pětinu spotřeby elektřiny v Londýně (zbytek dodávalo 28 menších elektráren). V době svého otevření byla také tepelně nejefektivnější elektrárnou na světě.
Battersea A byla provozována společností London Power Company, ale v době, kdy byla dokončena Battersea B, byl britský energetický průmysl znárodněn a vlastnictví obou částí elektrárny přešlo v roce 1948 do rukou British Electricity Authority.
Dne 20. dubna 1964 vypukl v elektrárně požár, který způsobil výpadek proudu ve velké části Londýna a způsobil přerušení vysílání BBC. Dodávka elektřiny byla obnovena kolem 11. hodiny následující den.
Battersea A byla vyřazena z provozu v roce 1975. V roce 1980 byla celá stavba prohlášena za chráněnou památku II. stupně, Battersea B byla uzavřena o tři roky později. Po svém uzavření zůstala stavba více než 30 let z velké části nevyužitá. V roce 2007 byl stupeň památkové ochrany zvýšen na II*. V roce 2008 byl stav elektrárny v registru ohrožených budov, který vede organizace English Heritage, popsán jako „velmi špatný“.
Elektrárna se stala významnou a oblíbenou londýnskou památkou. Je známá také díky hudební skupině Pink Floyd, která ji použila jako ústřední motiv na obalu svého alba Animals (1977).

## Architektura
Architektem zodpovědným za dohled a provedení vzhledu exteriéru a interiéru budovy byl J. Theo Halliday. Architekt Giles Gilbert Scott, se do projektu zapojil až později, aby uklidnil reakce veřejnosti, a v tisku byl označován jako „architekt exteriéru“. Byl to významný architekt a průmyslový designér známý pro svůj návrh červené telefonní budky a katedrály v Liverpoolu. Později navrhl další londýnskou elektrárnu Bankside, v níž nyní sídlí umělecká galerie Tate Modern. Elektrárna Battersea je jednou z největších cihlových budov na světě a je pozoruhodná svým původním honosným vnitřním vybavením a výzdobou ve stylu art deco.
První fáze stavby, Battersea A, byla zahájena v roce 1929. Původní elektrárna obsahovala jednu dlouhou halu s komínem na každém konci. Elektřinu začala poprvé vyrábět v roce 1933, ale dokončena byla až v roce 1935. Po skončení druhé světové války byla zahájena výstavba druhé fáze Battersea B. Byla uvedena do provozu postupně v letech 1953–1955. Zvenčí byla téměř totožná s budovou A a byla postavena zrcadlově směrem na východ od první budovy, tak vzniklo známé uspořádání se čtyřmi komíny.
Každá elektrárna se skládá z dlouhé haly s komínem na každém konci a přilehlé turbínové haly. Jejich propojením vzniká jediná hlavní budova, která má ocelovou rámovou konstrukci s cihlovým pláštěm, podobně jako mrakodrapy stavěné ve stejné době ve Spojených státech amerických. Elektrárna je největší zděnou stavbou v Evropě. Hrubé rozměry budovy měří 160 m na 170 m a střecha kotelny ční do výšky přes 50 m. Každý ze čtyř komínů je vyroben z betonu a je vysoký 103 m s průměrem základny 8,5 m, který se na vrcholu zužuje na 6,7 m. Elektrárna měla také přístaviště pro vykládku uhlí, třídírnu a sklad uhlí, řídicí místnosti a administrativní část.
Řídicí místnost Battersea A vybavil architekt Halliday mnoha prvky ve stylu art deco. V turbínové hale použil italský mramor a v celém prostoru byly leštěné parkety a kovaná schodiště. Kvůli nedostatku volných finančních prostředků po druhé světové válce se interiér budovy B nedočkal stejné úpravy a místo toho bylo vybavení vyrobeno z nerezové oceli.

## Uzavření a přestavba
Důvodem uzavření elektrárny bylo zastaralé výrobní zařízení, pokles jejího výkonu s přibývajícím věkem a zvýšené provozní náklady, například na čištění spalin, ale také odklon od   uhlí k topným olejům, plynu a jaderné energii. Dne 17. března 1975 byla Battersea A po 40 letech provozu uzavřena. V té době již její výrobní výkon klesl na 228 MW.

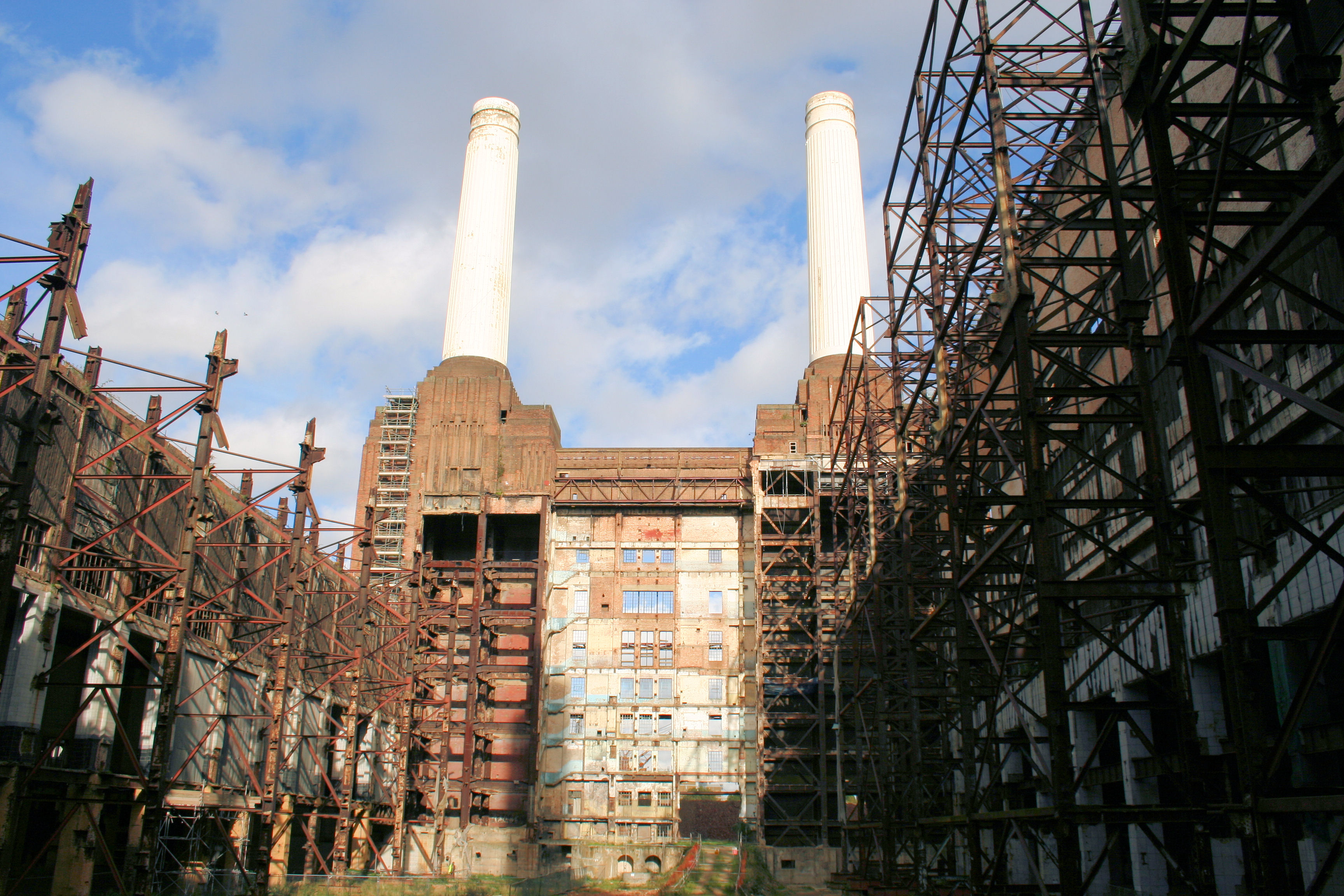
Elektrárna po odstranění střechy koncem osmdesátých let 20. století

Tři roky po uzavření Battersea A se začaly šířit zvěsti, že bude brzy následovat uzavření i druhé elektrárny. V té době byla zahájena kampaň, která se snažila zachránit budovu jako součást národního dědictví. Díky tomu byla elektrárna v roce 1980 prohlášena za kulturní památku II. stupně. V roce 2007 byl stupeň ochrany zvýšen na II*. Dne 31. října 1983 skončila po téměř 30 letech provozu také výroba elektřiny v Battersea B. Do té doby klesl její výkon na 146 MW.
Po uzavření v roce 1983 byla budova prázdná a chátrala. Několik pokusů o její obnovu a přestavbu selhalo, včetně plánů na přeměnu na zábavní park, udržitelné kanceláře a byty, muzeum vědy, hotel s 1 000 pokoji či obchodní centrum. Koncem 80. let, kdy se plánovala přestavba objektu na zábavní park, byla odstraněna střecha elektrárny, aby bylo možné vyvézt stroje. Kvůli finanční a stavební náročnosti se žádný z projektů nepodařilo zrealizovat a elektrárna stále více chátrala.

### Dohoda s malajskými investory
V červnu 2012 správci Ernst & Young uzavřeli exkluzivní dohodu s malajskými developery S P Setia (realitní společnost), Sime Darby (obchodní konglomerát) a Employees Provident Fund (největší malajský penzijní fond). Po schválení konečných podmínek transakce byl prodej malajskému konsorciu dokončen v září 2012.
Při přestavbě areálu se využil stávající územní plán, který počítal s umístěním elektrárny jako ústředního bodu regenerované lokality, kde se budou nacházet obchody, kavárny, restaurace, umělecká a volnočasová zařízení, kancelářskéh prostory a byty. Plán zahrnoval obnovu historické budovy elektrárny, vytvoření nového parku na břehu řeky severně od elektrárny a vytvoření nové ulice High Street, která měla propojit elektrárnu s vchodem do nové stanice metra Battersea Power Station. Přestavba měla přinést rozšíření stávající promenády na břehu řeky a usnadnit přístup přímo z elektrárny do parku Battersea a na most Chelsea Bridge. Celá přestavba se skládala z osmi fází, z nichž některé měly probíhat souběžně. Plán zahrnoval výstavbu více než 800 obytných domů různých velikostí.
Stavební práce na první fázi nazvané Circus West Village, kterou navrhli architekti SimpsonHaugh a dRMM, provedla společnost Carillion a byly zahájeny v roce 2013 souběžně s pracemi na elektrárně. První fáze byla dokončena v roce 2017 a prodloužení linky metra Northern line a její nová konečná stanice Battersea Power Station byly dokončeny v roce 2021. V Circus West Village žije více než 1 500 obyvatel a nachází se zde desítky restaurací, kaváren a obchodů.

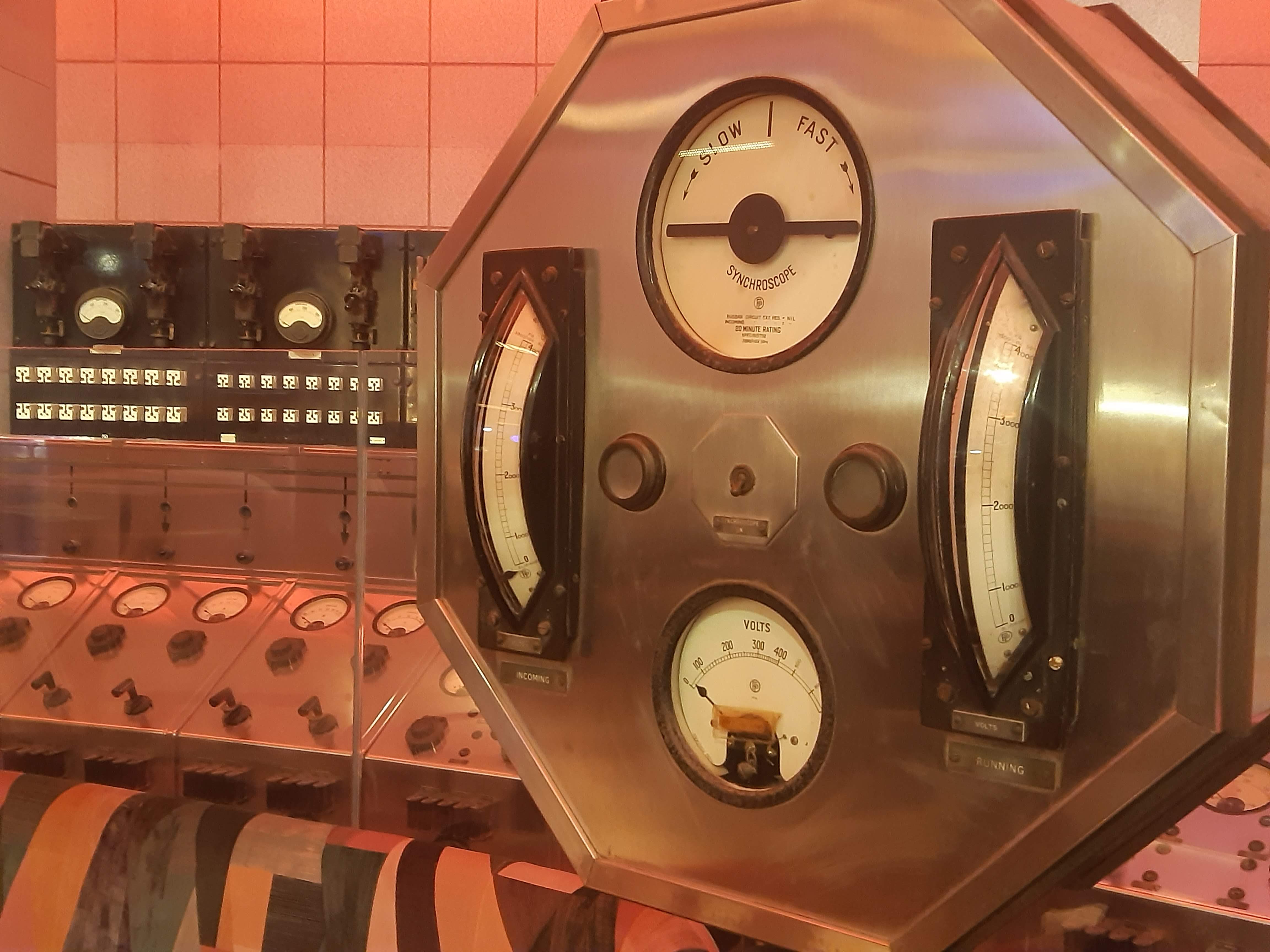
Původní přístroje v bývalém velíně a současné restauraci Control Room.

Provedením obnovy památkovově chráněného objektu elektrárny byla v roce 2013 pověřena Společnost WilkinsonEyre. Když se architekti pustili do přestavby, byla elektrárna zredukována na hrubou stavbu bez střechy a uprostřed rostla na zemi tráva. Práce byly zahájeny v roce 2013 a plány zahrnovaly obnovu stavby ve stylu art deco zvenčí i zevnitř, rekonstrukci komínů a obnovu historických jeřábů a mola jako nové zastávky říčního taxi.
Čtyři komíny musely být nahrazeny železobetonovými replikami a restaurátorské práce byly dokončeny v roce 2017. Mnoho původních prvků elektrárny zůstalo zachováno, včetně dvou velínů, jeden je ve stylu art deco s parketovou podlahou ve tvaru rybí kosti a druhý v brutalističtějším stylu 50. let. Původní jsou také keramické obklady stěn, odhalené ocelové nosníky, zbytky schodišť a bývalý vchod pro ředitele. Do návrhu byly zakomponovány jeřáby, jeden drží lávku překlenující halu zvanou Turbína A.
V roce 2019 se veřejnosti otevřelo molo před elektrárnou. V rámci výstavby bylo v září 2019 v železničních obloucích pod Grosvenorským mostem zřízeno divadlo Turbine Theatre s kapacitou 200 míst. Kromě 254 bytů v samotné elektrárně se na ploše 42 akrů nacházejí také bytové domy navržené americkým architektem Frankem Gehrym a kanceláří Foster + Partners. První obyvatelé se do elektrárny nastěhovali v květnu 2021. Střešní zahrady, které navrhl Andy Sturgeon se svým týmem, získaly od Společnosti zahradních designérů ocenění Zahrada roku 2024.

### Prodloužení trasy metra
Linka londýnského metra Northern Line byla prodloužena až k elektrárně. Dvě stanice Nine Elms a Battersea Power Station byly otevřeny 20. září 2021. Stavba stála 1,1 miliardy liber a je dlouhá 3,2 km. Developeři poskytli na výstavbu prodloužení metra 270 milionů liber.

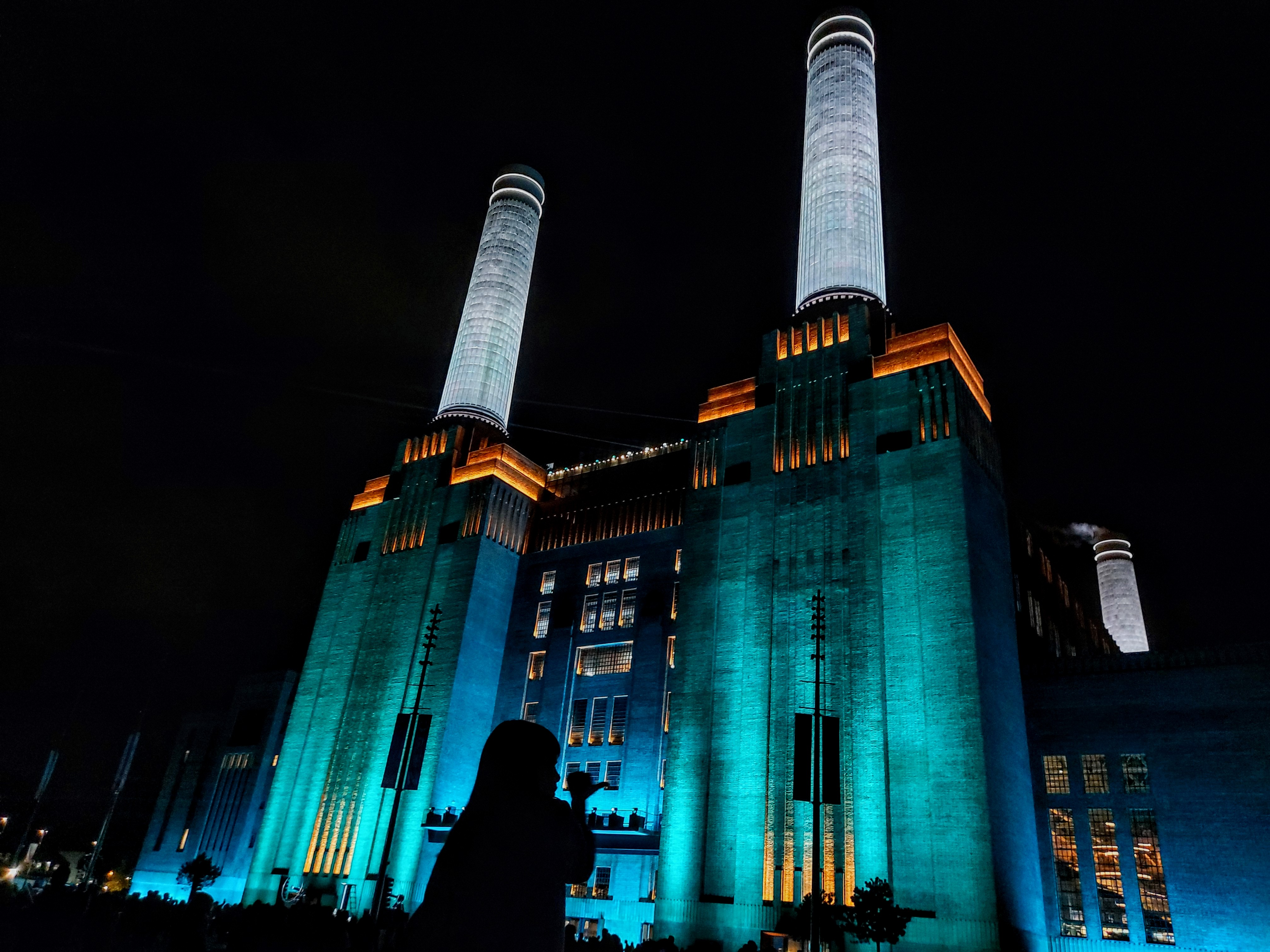
Elektrárna Battersea při otevření jako nákupní centrum v roce 2022.

### Otevření v roce 2022
Po téměř čtyřiceti letech od uzavření elektrárny byly stavební práce dokončeny a dne 14. října 2022 se elektrárna Battersea otevřela veřejnosti, která si tak mohla poprvé prohlédnout ikonickou budovu a první část obchodů, barů, restaurací a zábavních podniků. Rozsáhlé prostory obou turbín jsou nyní plné restaurací a obchodů nabízejících například značky Ralph Lauren, Mulberry, Reiss, Uniqlo, Mango, Superdry a Swatch. O patro výš nad Levi's se bývalá velínová místnost proměnila v elegantní bar, v němž jsou původní nerezové ovládací panely a spínací ciferníky pro řízení toku elektřiny. Ve stejný den byla otevřena nová pěší ulice Electric Boulevard, která vede od elektrárny ke stejnojmenné stanici londýnského metra.